# Электролюминесцентный провод

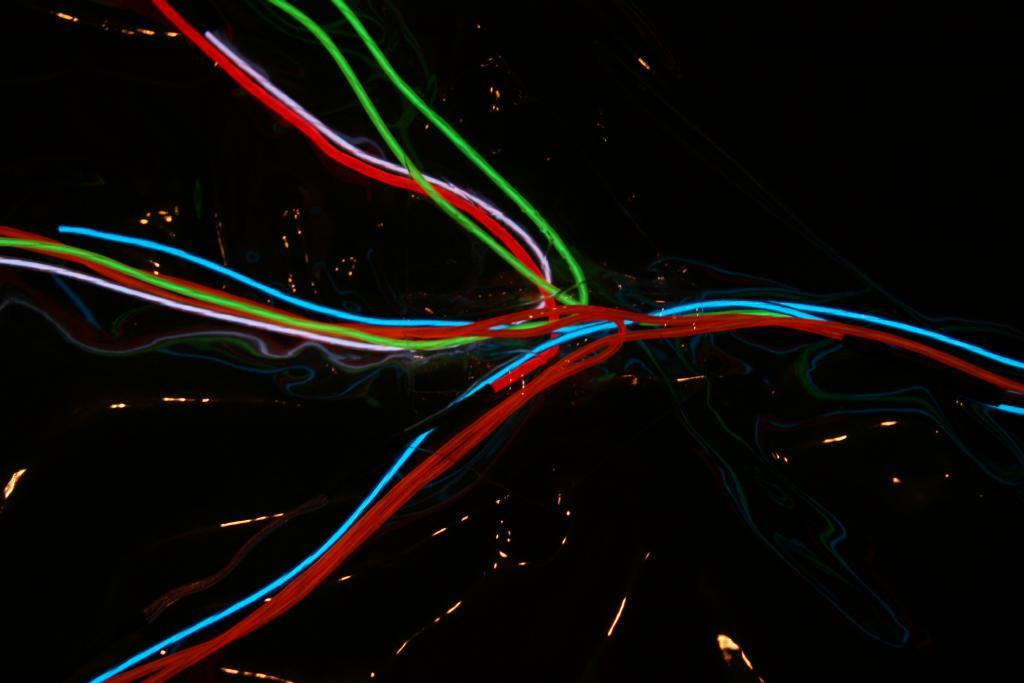
Крупный план электролюминесцентного провода разных цветов

Электролюминесцентный провод (частое сокращение ЭЛ-провод, также иногда называется холодным неоном, EL-проводом, светопроводом) — тонкий ПВХ шнур в центре которого медная жила, покрытая электролюминофором. ЭЛ-провод светится под действием переменного электрического поля, используя явление электролюминесценции. Применяется очень широко для декорации автомобилей, зданий, в аварийных огнях, игрушках, одежде, рекламе и т. д. В отличие от гирлянд, представляющих собой линию светящихся точек, электролюминесцентный провод светится весь, по всей своей длине и на все 360 градусов вокруг себя. Провод тонкий и гибкий, что позволяет использовать его даже в световом макияже.

## Устройство

Устройство электролюминесцентного провода

Электролюминесцентный провод состоит из нескольких частей (в зависимости от поколения яркости и производителя). Центральная медная проволока — проводник (первый контакт), покрытый электролюминофором. Две тонкие проволоки (второй контакт) обвивают электролюминофор, покрытый тонким слоем диэлектрика. Выше перечисленные составляющие заливают в прозрачную или цветную ПВХ оболочку. На первый и второй контакты подключается переменное напряжение 90—170 Вольт и частотой 500-5500Гц (зависит от модели инвертора и длины светопровода). Провод можно представить в виде коаксиального конденсатора с ёмкостью порядка 3 нФ/м. Быстрая зарядка-разрядка такого конденсатора заставляет светиться электролюминофор между контактами. Данное явление носит название предпробойной электролюминесценции твёрдых тел.
Для получения переменного тока высокого напряжения обычно используют настроенный в резонанс электронный LC-генератор. В его схеме колебательного контура электролюминесцентный провод включается как ёмкость, а катушка с сердечником используется для настройки. Энергетическая эффективность электролюминесцентного провода очень высока: например, светопровод длиной 0,1—6 метров может работать от двух гальванических элементов или аккумуляторов типоразмера АА до 15 часов.

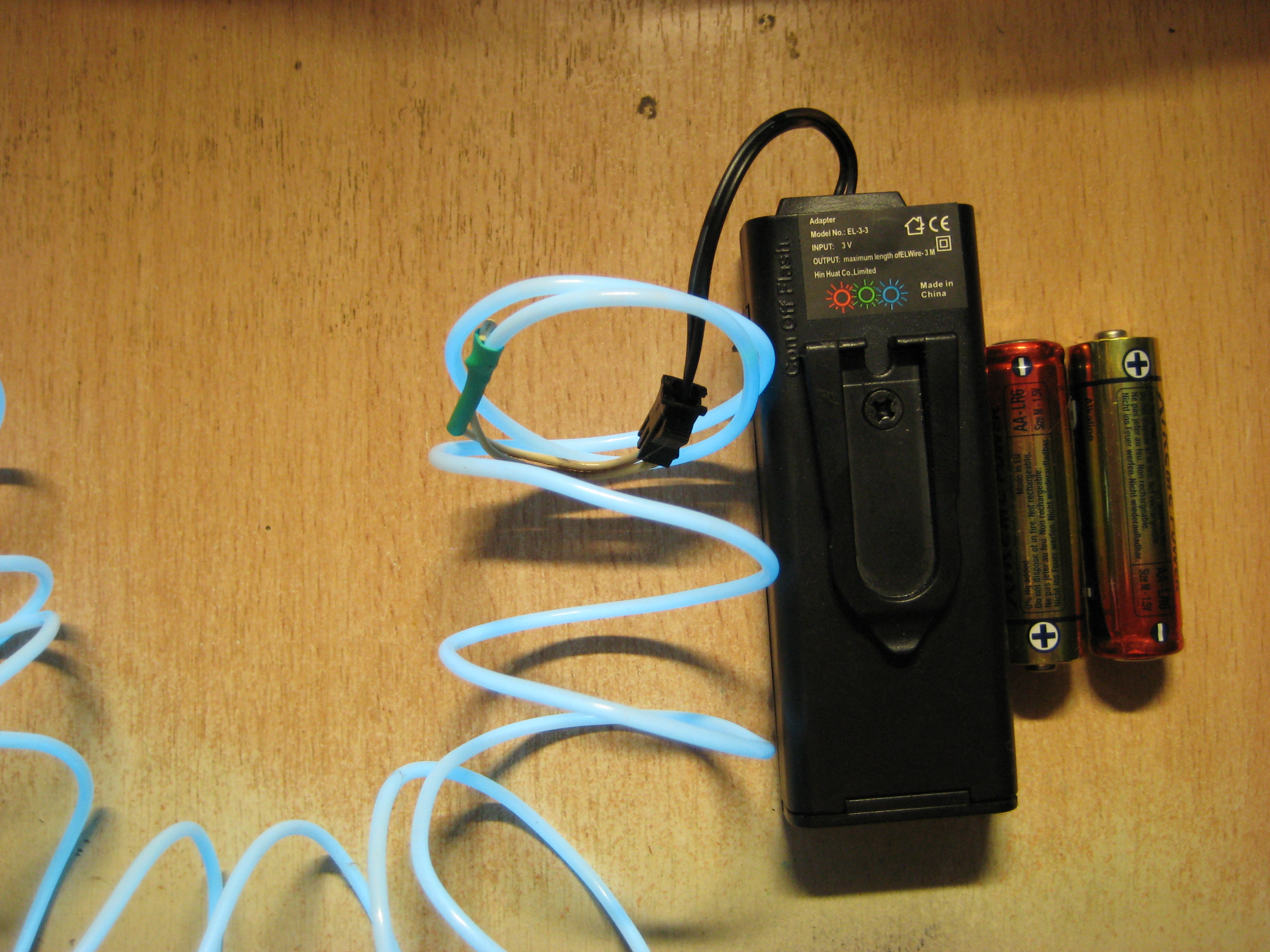
Переносной инвертор для питания электролюминесцентного провода небольшой длины от элементов AA
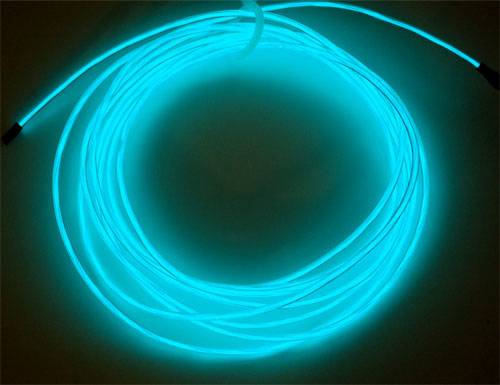
Бухта с включенным электролюминесцентным проводом голубого свечения
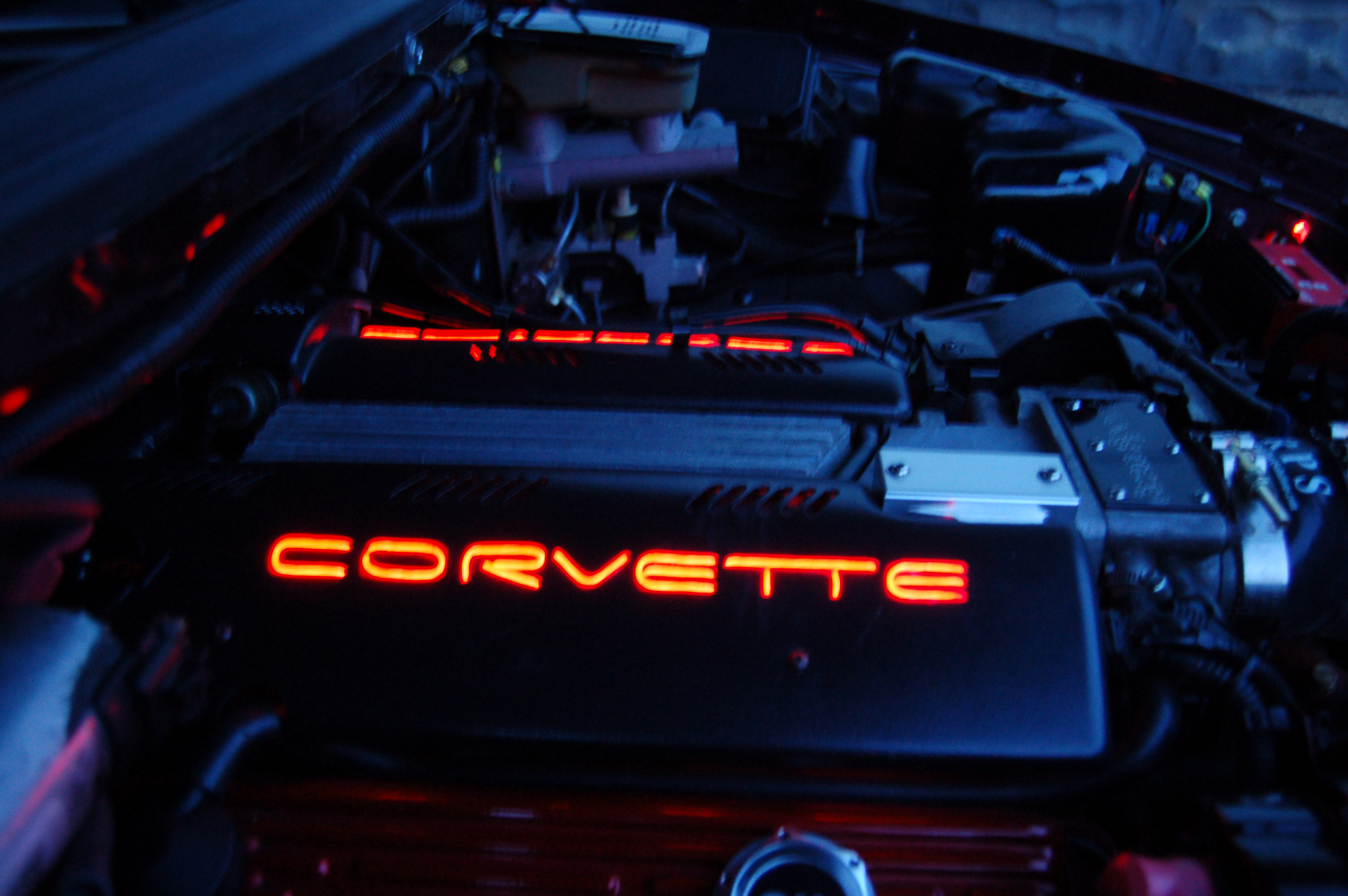
El-Wire Project